# International Sustainability Standards Board

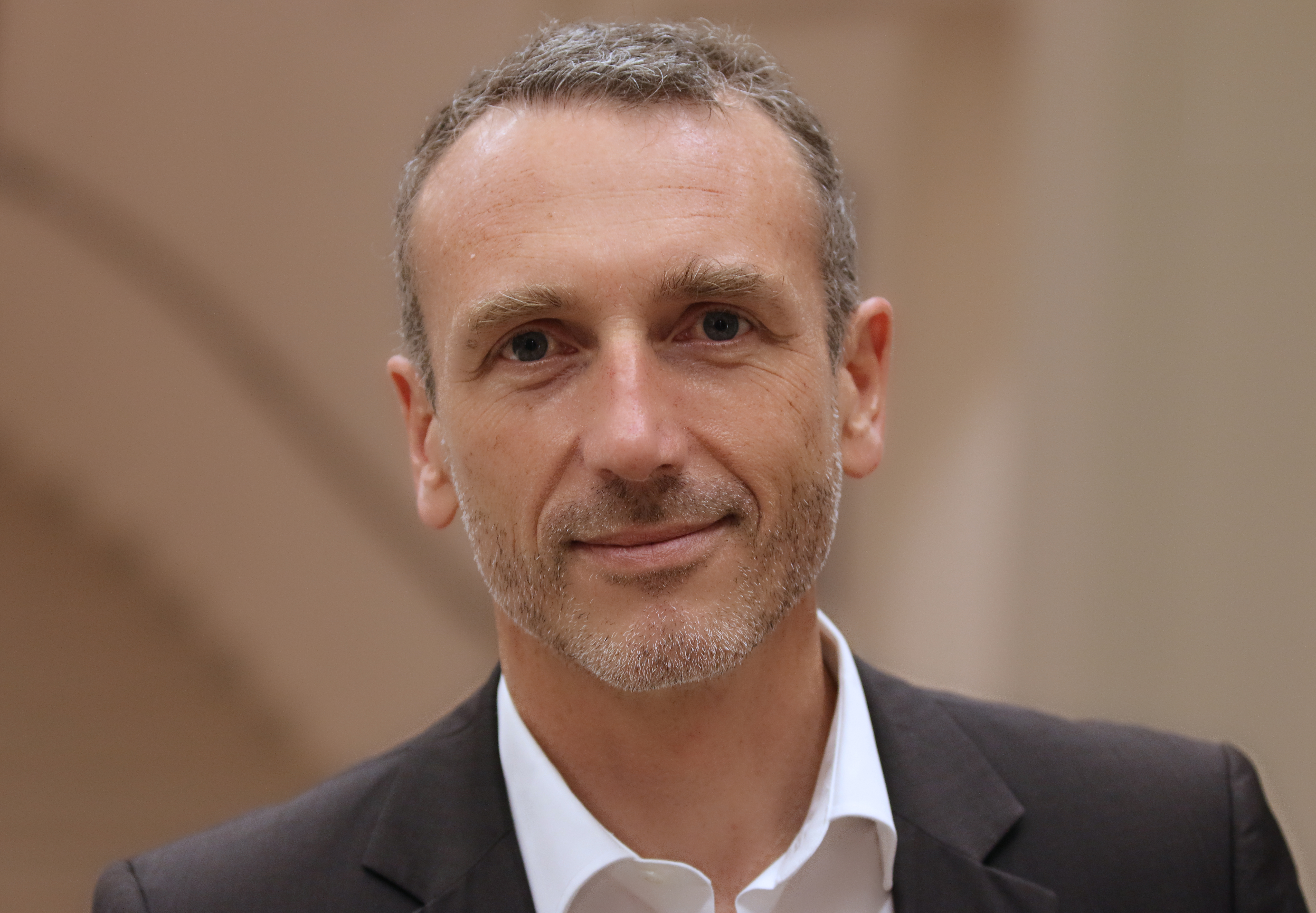
Emmanuel Faber est le premier président de l'ISSB.

L'International Sustainability Standards Board (ISSB) (en français Conseil international des normes de durabilité) est un organisme de normalisation créé en 2021-2022 dans le cadre de la Fondation IFRS, dont le mandat est de créer et développer des normes d'information financière relatives au développement durable afin de répondre aux besoins des investisseurs en matière d'information environnementale.

## Contexte
Dans le principe, les informations relatives au développement durable sont censées avoir toujours fait partie des informations financières, étant donnés les risques financiers associés aux questions de développement durable. Cependant, en pratique, la communauté comptable et financière a longtemps considéré ce sujet comme secondaire. La prise de conscience croissante des défis engendrés par la durabilité et en particulier le changement climatique a rendu de plus en plus évidente la nécessité d'un cadre réglementaire spécifique de la publication d'informations relatives liées à la durabilité, aussi bien dans les milieux écologistes qu'au sein de l'industrie financière.

### Organismes
Le Climate Disclosure Standards Board (CDSB) a été créé en 2007 à Londres dans le cadre du Carbon Disclosure Project, démarré en 2002. Puis l'International Integrated Reporting Committee (IIRC) a été créé à Londres en août 2010 avec la participation de plusieurs parties prenantes, dont la Global Reporting Initiative (GRI), l'International Accounting Standards Board (IASB), le Financial Accounting Standards Board (FASB) américain, l'International Organization of Securities Commissions (IOSC) et la Fédération internationale des comptables (IFAC). Par ailleurs, le Sustainability Accounting Standards Board (SASB) a été créé en 2011 à San Francisco dans le cadre de la divulgation des valeurs mobilières aux États-Unis. En juin 2021, l'IIRC et le SASB ont annoncé leur rapprochement pour former la Value Reporting Foundation (VRF).

## Création et premiers développements
La création de l'ISSB a été annoncée lors de la 26e Conférence des Nations Unies sur les changements climatiques (COP26) de 2021 à Glasgow en novembre 2021,. Dans le même temps, la Fondation IFRS a annoncé qu'elle consoliderait le VRF et le CDSB avec l'ISSB d'ici juin 2022. L'IFRS Foundation a annoncé la nomination d'Emmanuel Faber au poste de président de l'ISSB en décembre 2021 et de Sue Lloyd au poste de vice-présidente de l'ISSB en janvier 2022. Fin mars 2022, l'ISSB a publié ses deux premiers exposés-sondages, respectivement sur les informations financières liées au climat et à la durabilité générale.
En plus des équipes de l'IIRC et du SASB localisées respectivement à Londres et à San Francisco, l'ISSB possède des équipes à Francfort, où travaillent son président et son vice-président, et à Montréal.

## Normes
Les normes de l'ISSB feront partie du corpus plus large des normes internationales d'information financière (IFRS) et seront connues sous le sigle IFRS-S ("S" pour "sustainability" en anglais) pour les distinguer des normes comptables publiées par l'International Accounting Standards Board.
L'ISSB a déjà annoncé que ses normes imposeraient aux entreprises de déclarer la totalité de leurs émissions de gaz à effet de serre (GES), y compris en Scope 3 selon la norme de comptabilité carbone GHG Protocol. Il a également confirmé que ses normes exigeraient des entreprises l'utilisation d'analyses par scénarios liés au climat pour rendre compte de leur résilience climatique et identifier les risques et opportunités liés au climat dans leurs publications réglementaires liées aux émissions de GES.

## Critiques
L'ISSB s'oppose toutefois à la double matérialité, demandée par l'Union européenne dans le cadre de la directive CSRD (Corporate Sustainability Reporting Directive) visant à intégrer l’impact des activités de l’entreprise sur les enjeux environnementaux et sociétaux comme l'illustre la tribune de son président Emmanuel Faber dans le journal Le Monde en octobre 2023. L'ISSB défend la communication de la simple matérialité c'est-à-dire l’impact des enjeux environnementaux et sociétaux sur le modèle d’affaires de l’entreprise et non la mise en évidence des liens inverses, i.e. les impacts de l’entreprise sur la biodiversité et les autres enjeux de transition. Selon l'analyse de certains experts, si cette approche s'impose, cela représentera une perte irréparable d'influence de l'Europe dans l'économie mondiale.